# (5346) Benedetti
(5346) Benedetti ist ein im äußeren Hauptgürtel gelegener Asteroid. Er wurde am 24. August 1981 von dem belgischen Astronomen Henri Debehogne am La-Silla-Observatorium der Europäischen Südsternwarte in Chile (IAU-Code 809) entdeckt. Eine Sichtung des Asteroiden hatte es vorher schon am 31. August 1970 unter der vorläufigen Bezeichnung 1970 QJ1 am Krim-Observatorium in Nautschnyj gegeben.
Der mittlere Durchmesser des Asteroiden wurde mithilfe des Wide-Field Infrared Survey Explorers (WISE) mit 15,861 (± 4,015) Kilometer berechnet und die Albedo grob mit 0,068 (± 0,037).
(5346) Benedetti gehört zur Themis-Familie, einer Gruppe von Asteroiden, die nach (24) Themis benannt wurde. Die zeitlosen (nichtoskulierenden) Bahnelemente des Asteroiden sind fast identisch mit denjenigen von sechs weiteren, kleineren Asteroiden: (7621) Sweelinck, (127378) 2002 KZ2, (184561) 2005 QH62, (198794) 2005 EX137, (266659) 2008 TR181 und (319263) 2006 BY10.
Der Asteroid wurde am 14. Mai 2021 nach dem uruguayischen Journalisten, Dichter und Schriftsteller Mario Benedetti (1920–2009) benannt.